# Fajcsi Ferenc
Fajcsi Ferenc (Komló, 1975. szeptember 14.[forrás?]–) színházi rendező, művészeti szervező.

## Élete és pályafutása
Középiskolai tanulmányait a helyi Nagy László Gimnáziumban végezte. 1994 óta a Súgólyuk Színház színésze, 2011 óta a társulat rendezője.
2015-ben életre hívta a Komlói Amatőr Színházi Találkozót (KASZT), mely azóta a Kárpát-medence magyar nyelvű, amatőr színjátszásának legnagyobb és legrangosabb fesztiválja.[forrás?]  2019-ben az V. Komlói Amatőr Színházi Találkozón a Súgólyuk Színház Balfácánt vacsorára című előadásáért a szakmai zsűri a "Legjobb rendező" díjjal tüntette ki munkáját.
2007-2020-ig a HegyhátMédia Kulturális és Szolgáltató Kft. egyik alapító-tulajdonosa és műszaki vezetője. 2020-tól a Forrás Színház művészeti szervezője.
2018-ban a Komlói Amatőr Színházi Találkozó (KASZT) főszervezőjeként a Pécs-Baranyai Kereskedelmi és Iparkamara "Komlói Idegenforgalmi-díj" kitüntetésben részesítette.
2021. augusztus 20. alkalmából, magas színvonalú művészeti tevékenységéért Kásler Miklós, az Emberi Erőforrások minisztere Csokonai Vitéz Mihály-díjjal tüntette ki.
2023-tól a Forrás Kulturális Alapítvány elnöke.
2023-tól a Színház- és Filmművészeti Egyetem (SZFE) drámainstruktor-rendező szakos hallgatója.

## Díjai és elismerései
- Komlói Idegenforgalmi-díj (2018)
- Legjobb rendező (KASZT) (2019)
- Csokonai Vitéz Mihály-díj (2021)[2]